# 哈克山脊
哈克山脊（Dorsa Harker）是月球危海中的一组皱岭，其中心月面坐标为14°30′N 64°00′E / 14.5°N 64.0°E，
全长197公里，名称取自英国岩石学家阿尔弗雷德·哈克（Alfred Harker，1859年2月19日-1939年7月28日），1976年国际天文联合会在法国格勒诺布尔
召开的大会上，该名称与其它众多月球地名一道被正式批准接受。